# Butch Buchholz
Butch Buchholz, właśc. Earl Henry Buchholz, Jr. (ur. 16 września 1940 w Saint Louis) – amerykański tenisista i działacz tenisowy, reprezentant w Pucharze Davisa.

## Kariera tenisowa
Buchholz 4–krotnie klasyfikowany w czołowej dziesiątce tenisistów USA, w 1960 notowany był jako nr 5. na świecie. W 1958 jako pierwszy zawodnik wygrał Wielkiego Szlema w kategorii juniorów. Był członkiem reprezentacji w Pucharze Davisa w latach 1959–1960, następnie grał w gronie profesjonalistów, zdobywając m.in. zawodowe mistrzostwo USA w 1962. W 1963 był współzałożycielem pierwszego stowarzyszenia tenisistów zawodowych.
Odgrywał znaczącą rolę w okresie łączenia się tenisa amatorskiego i zawodowego w końcu lat 60.; zaliczany był do grupy znanego działacza Lamara Hunta. Wkrótce zajął się pracą trenerską (prowadził m.in. Amerykanów w juniorskim Pucharze Davisa). Pełnił szereg funkcji w tenisie zawodowym, był dyrektorem wykonawczym Stowarzyszenia Tenisistów Zawodowych (ATP), komisarzem Drużynowego Pucharu Świata, dyrektorem kilku turniejów zawodowych, m.in. w Miami (dawniej w Key Biscayne). Doprowadził m.in. do przyznania organizacji turnieju zawodowego Buenos Aires, dbał o rozwój juniorskiego turnieju Orange Bowl (nieoficjalne mistrzostwa świata).
W 1992 wraz z Arthurem Ashem założył fundację Good Life Mentoring Program, wspierającą szkoły podstawowe i średnie w Miami. W 2005 jego nazwisko wpisano do Międzynarodowej Tenisowej Galerii Sławy, a wcześniej (w 1990) został uhonorowany miejscem w Hall of Fame Sportu w Saint Louis.